# (77870) MOTESS
(77870) MOTESS (2001 SM) – planetoida z pasa głównego asteroid okrążająca Słońce w ciągu 4,86 lat w średniej odległości 2,87 j.a. Odkryta 16 września 2001 roku.